# Matrix-Wargame
Ein Matrix-Wargame ist eine grundsätzlich nicht computergestützte, kompetitive, rundenbasierte Konflikt- bzw. Kriegssimulation, mit dem Ziel, mögliche Handlungsoptionen von Konflikt- bzw. Kriegsparteien auf Basis strukturierter Argumentation nachvollziehen und vorausahnen zu können. Sie gehören zu den „serious wargames“, also solchen Konfliktsimulationen, die vor dem Hintergrund eines ernsthaften, realitätsnahen, sicherheitspolitischen Szenarios angelegt werden und häufig im militärischen Kontext der Aus- und Weiterbildung von Offizieren bzw. Stabsoffizieren zur Anwendung kommen.
Matrix-Wargames unterscheiden sich von klassischen Konfliktsimulationen, wie dem im Militär weit verbreiteten Wargaming, und herkömmlichen Konfliktsimulationsbrettspielen durch seine auf Argumenten basierenden Spielmechanik. Jeder, der in der Lage ist zu sagen, „das passiert aus folgendem Grund …“, kann die Spielpartei einer Matrix-Konfliktsimulation übernehmen. Voraussetzung für Matrix-Wargames sind mindestens zwei Spielparteien und ein Moderator bzw. Schiedsrichter (im englischen Original „Umpire“ genannt, zur Vereinfachung im Folgenden weiter als Schiedsrichter bezeichnet).

## Ursprung
In der Planung militärischer Operationen griffen bereits die Streitkräfte im Altertum auf Darstellungsformen wie den Sandkasten zurück. Diese Darstellungsformen stellten jedoch noch keine prinzipiell ergebnisoffene Konflikt- bzw. Kriegssimulation dar. Spätestens der preußische Heeresreformer Carl von Clausewitz stellte jedoch in seinem Buch „Vom Kriege“ fest, dass man sich der Ablaufsystematik kriegerischer Auseinandersetzungen auf spielerische Weise nähern kann: „Wir sehen also, wie von Hause aus das Absolute, das sogenannte Mathematische, in den Berechnungen der Kriegskunst nirgends einen festen Grund findet, und daß gleich von vornherein ein Spiel von Möglichkeiten, Wahrscheinlichkeiten, Glück und Unglück hineinkommt, welches in allen großen und kleinen Fäden seines Gewebes fortläuft und von allen Zweigen des menschlichen Tuns den Krieg dem Kartenspiel am nächsten stellt.“
Die Grundidee der Matrix-Spielweise stammt vom US-Amerikaner Chris Engle, der 1992 sein „The Matrix Game“ veröffentlichte. Er wollte ein Rollenspiel kreieren, das sich vom Auswerten und Vergleichen starrer Tabellen und Zahlenwerten unabhängig macht und in dem es für einen einzigen Spieler möglich ist, die Bandbreite an Rollen vom Individuum bis hin zu ganzen Staaten problemlos zu übernehmen. Auf der Grundlage von zu entwickelnden Argumenten sollen hier Thesen und Antithesen ihre Wirkung entfalten. Wissen und Überzeugungskraft sind die grundlegenden Triebfedern der Spielmechanik.
Zunächst entwarf Engle für sein Spiel eine Matrix aus Schlüsselbegriffen, die den Rahmen seines Modells bilden. Diese Matrix trat mit der Weiterentwicklung der Spielidee zunehmend in den Hintergrund, lediglich der Begriff Matrix blieb bis heute erhalten.
Bereits 1990 veröffentlichte das United States Naval Institute mit „The Art of Wargaming“ eine erste Handreichung für die Anwendung des Matrix-Wargame im Rahmen der militärischen Ausbildung. Die Idee des Matrix-Wargaming wurde 2012 durch die Autoren Peter Perla und John Curry in ihrem Buch Peter Perla’s The Art of Wargaming – A guide for professionals and Hobbyists weiterentwickelt und präzisiert. Mit dem Wargaming Handbook des britischen Ministry of Defense existiert seit 2017 eine weitere fundierte Anleitung für den Einsatz und die Gestaltung von Matrix-Wargames.

## Spielweise
Matrix-Wargames sind grundsätzlich ergebnisoffen angelegt. Ein konkretes, gemeinsames Spielziel ist die Auseinandersetzung mit den komplexen Zusammenhängen des jeweiligen Szenarios. Sofern darüber hinaus durch die einzelnen Spielparteien spezifische Spielziele erreicht werden sollen, können diese entweder durch das jeweilige Szenario vorgegeben sein oder vor Spielbeginn definiert werden.
In Matrix-Wargames basieren Spielaktionen und deren Erfolg auf der Abfolge logisch begründeter, faktenbasierter und stringent aufeinander aufbauender Argumente. Die Spieler sind hierbei völlig frei, sich für eine ihnen günstig erscheinende rhetorische Argumentationsweise zu entscheiden. Ein Argument bleibt so lange in Kraft, bis es durch ein anderes widerlegt wird. Die Entscheidung hierüber fällt ein für dieses Spiel unabdingbarer Schiedsrichter.
Das genutzte „Argument“ sollte so strukturiert sein, dass es die folgenden drei Elemente enthält: Eine Aktion, ein gewünschtes Ergebnis und idealerweise mehrere Begründungen für die gewählte Vorgehensweise. Für die Argumente selbst gelten darüber hinaus wenige formale Einschränkungen. Vielmehr wird die Tragfähigkeit der Argumente durch den Schiedsrichter bewertet, der diese sowie die Gegenargumente der Mitspieler gegeneinander abwägt. Er legt fest, wie tragfähig das vorgelegte Argument ist und ob die Aktion Aussicht auf Erfolg hat. Bei sehr deutlicher Überzeugungskraft der vorgebrachten Argumente entscheidet der Schiedsrichter direkt über Erfolg oder Misserfolg von Spielaktionen. Bei weniger eindeutigen Argumenten kann er die Entscheidung über Erfolg oder Misserfolg einer Spielaktion, z. B. unter Verwendung von Würfeln, bei Vorgabe mindestens zu erreichender Augenzahlen, dem Würfelglück der Spieler überlassen.
Die Reihenfolge der Spielzüge wird vor Beginn des Matrix-Wargames durch den Schiedsrichter festgelegt. Eine Abweichung von dieser Reihenfolge ist grundsätzlich nicht vorgesehen. Der Schiedsrichter nimmt innerhalb des Matrix-Wargames eine Schlüsselrolle ein. Die argumentbasierten Spielzüge gründen zwar prinzipiell auf dem Fakten- und Vorwissen der Spielteilnehmer, häufig sind diese jedoch durch den dynamischen Spielverlauf auch zu Ad-hoc-Entscheidungen verleitet oder gedrängt, die durch den Schiedsrichter bewertet werden müssen. Aus diesem Grund sollte für die Leitung des Matrix-Wargames auf Schiedsrichter zurückgegriffen werden, die einerseits die Spielsystematik durchdrungen haben und andererseits über Fachwissen zum gewählten Spielszenario verfügen. Vor diesem Hintergrund bietet es sich an, Matrix-Wargames nicht durch einen einzelnen Schiedsrichter, sondern durch ein Schiedsrichterteam leiten zu lassen. In dieses können ergänzend Fachexperten, sogenannte Subject Matter Experts (SMEs) integriert werden, die entweder als Schiedsrichterassistenten oder als Berater für die einzelnen Spielparteien eingesetzt werden können.
Der Spielfortschritt kann in der Regel auf einer Karte beziehungsweise einem Spielbrett verfolgt werden, obwohl dies eher eine visuelle Hilfe als eine umfassende Darstellung des Spielstandes darstellt. Konkrete Fähigkeiten oder Ressourcen (z. B. Luft-, Boden-, See- und Polizeikräfte), nicht steuerbare Faktoren (z. B. Flüchtlinge) und abstrakte Konzepte (z. B. Geld, Sanktionen, Moral) können jedoch durch einfache Marker dargestellt werden und so den Spielern einen visuellen Bezugsrahmen bieten. Die Spielwelt erstreckt sich allerdings deutlich über die Elemente hinaus, die sich auf der Karte bzw. dem Spielbrett darstellen lassen. Zahlreiche Gameplay-Komponenten (wie etwa bilaterale oder geheime Absprachen) treten nur außerhalb der Karte bzw. des Spielbretts auf, können den Spielverlauf aber trotzdem erheblich beeinflussen.

## Spielszenarien
Matrix-Wargames sind durch ihr liberales und argumentbasiertes Regelwerk auf Spielszenarien unterschiedlichster Intensität und Ausprägung anwendbar. So können regionale wie überregionale, aktuelle wie auch fiktive, zukünftige Konflikte projiziert werden. Eine aktuelle Zusammenstellung möglicher Konfliktszenarios findet sich in dem 2017 veröffentlichten Buch Modern Crisis Szenarios for Matrix Wargames – Innovation in Modern Professional Wargaming von John Curry und Tim Price.
Die Komplexität des Spielszenarios eines Matrix-Wargames fordert von allen Spielparteien Aktionen in verschiedensten Handlungsfeldern. Häufig anzutreffen sind hier u. a. die Handlungsfelder Diplomatie, Information, Militär und Wirtschaft (DIME).

## Zweck/Ziel
Matrix-Wargames dienen dem Ziel einer vertieften Beschäftigung mit komplexen sicherheitspolitischen Szenarien. Sie fördern auf Seiten der Spieler bzw. Spielparteien kritisches Denken, Entscheidungsfindung und Innovation. Die Ausbildungstiefe und Abstraktionsebene kann dabei durch den Schiedsrichter festgelegt werden. Über die Entwicklung von Argumenten erlangen die Spieler Einblicke in real existierende sicherheitspolitische Zusammenhänge.
Um realistische Argumente vorbringen zu können, müssen sich die Spielparteien intensiv mit einem komplexen sicherheitspolitischen Szenario auseinandersetzen und die gewonnenen Informationen in ihren Spielzügen umsetzen. Durch den Dialog mit den anderen Spielern bzw. Spielparteien – geführt durch den Schiedsrichter – entsteht ein breiteres Verständnis für das gewählte Szenario, das beispielsweise die Hintergründe für einen möglichen Einsatz von Streitkräften verständlich machen kann.
Matrix-Wargames sind von kommerziellen computergestützten Wargames bzw. auch nicht computergestützten Brettspielen abzugrenzen, die lediglich der Unterhaltung der Spieler, gegebenenfalls mit dem Ziel, an Wettkämpfen teilzunehmen, dienen, ohne dabei einen sicherheitspolitischen Ausbildungserfolg zu verfolgen.